# Marcin Patrzałek
Marcin Patrzałek, noto semplicemente come Marcin (Kielce, 6 ottobre 2000), è un chitarrista, compositore, arrangiatore e produttore discografico polacco.
Chitarrista precoce e innovativo, Marcin è noto per la sua notevole tecnica e per le sue doti di fingerstyle percussivo, che lo rendono uno dei chitarristi più noti a livello internazionale.
Inizialmente noto per la vittoria nel contest musicale polacco Must Be the Music, Marcin è in seguito apparso in numerosi programmi televisivi di tutto il mondo tra i quali Tú sí que vales e America’s Got Talent.

## Biografia
Fin dalla tenera età, Marcin dimostra uno spiccato interesse per la chitarra classica.
All’età di 13 anni comincia lo studio delle tecniche del flamenco e del fingerstyle che lo portano ad essere sempre più noto nella scena.

## Carriera
Nel 2015 partecipa e vince il contest polacco “Must Be Music”, a cui segue la pubblicazione del suo primo disco “Hush”.
Nel 2018 partecipa al contest “Tu si que vales”, ricevendo la prima standing ovation nella storia dello show e pubblicando l’EP “Revamp”.
Nel 2019 appare nel programma “America’s Got Talent”, consolidando la sua popolarità a livello internazionale.
Nel 2020 firma un contratto con la Sony, con la quale sta realizzando un album in studio.

## Stile
Lo stile di Marcin, basato sul fingerstyle, è, come da lui stesso ammesso, un tentativo di mettere insieme sulla chitarra i suoni di un intero gruppo musicale, realizzando quello che dovrebbe essere suonato con delle percussioni, ma su una chitarra.
Marcin nella sua carriera ha rielaborato brani provenienti da una grande varietà di generi musicali tra i quali il pop, il rock, la musica classica, il rap e la musica d’autore.

## Discografia

### Album in studio
- 2016 - Hush
- 2024 - Dragon in Harmony (Sony Classical/Sony Masterworks)

### Ep
- 2018 - Revamp

### Singoli
- 2018 - Baba Yaga
- 2019 -  Paganini’s Caprice No.24
- 2019 - Still D.R.E
- 2020 - Moonlight Sonata
- 2020 - Snow Monkey
- 2021 - Kashmir
- 2021 - Chopin Nocture
- 2021 - Time Carries Me
- 2022 - Toccata
- 2022 - Sweet Dreams
- 2023 - Just The Two Of Us
- 2023 - Carmen
- 2023 - Classical Dragon (feat. Tim Henson)